# Nils Körber
Nils-Jonathan Körber (* 13. November 1996 in Berlin) ist ein deutscher Fußballtorwart. Er steht bei der SpVgg Greuther Fürth unter Vertrag und lief fünfmal für Nachwuchsmannschaften des DFB auf.

## Vereinskarriere

### Anfänge bei Hertha BSC
Körber spielte in seiner Jugend bei Tennis Borussia Berlin. Dort spielte er in der Saison 2010/11 im Alter von 14 Jahren einmal mit den B1-Junioren (U17) in der B-Junioren-Bundesliga. Zur Saison 2011/12 wechselte Körber in das Nachwuchsleistungszentrum von Hertha BSC und spielte zunächst bei den B2-Junioren (U16). Zur Saison 2012/13 rückte er in die U17 auf, mit der er als Stammtorhüter in der B-Junioren-Bundesliga Meister der Staffel Nord/Nordost wurde. Anschließend erreichte die U17 das Finale, verlor dort aber gegen den VfB Stuttgart. Parallel kam der B-Junior ab November 2011 bereits in der zweiten Mannschaft in der viertklassigen Regionalliga Nordost sowie ab März 2013 bei den A-Junioren (U19) in der A-Junioren-Bundesliga zum Einsatz.
Zur Saison 2013/14 rückte Körber fest in die U19 auf und etablierte sich auch dort als Stammtorhüter. In der Saison 2014/15, seinem letzten Jahr bei den Junioren, pendelte Körber zwischen U19 (16 Einsätze) und zweiter Mannschaft (6 Einsätze). Mit der U19 gewann er den DFB-Junioren-Vereinspokal.
Zur Saison 2015/16 erhielt Körber seinen ersten Profivertrag. Er war im Profikader unter dem Cheftrainer Pál Dárdai hinter Rune Jarstein, Thomas Kraft und Marius Gersbeck der vierte Torhüter. Er trainierte mit dem Profikader und kam daneben 19-mal in der Regionalliga zum Einsatz. Daneben stand Körber bei einigen Bundesligaspielen im Spieltagskader, ohne eingewechselt zu werden. Zur Saison 2016/17 verlängerte er seinen Vertrag bis zum 30. Juni 2019. Körber war fortan hinter Jarstein und Kraft die Nummer 3 und absolvierte 15 Regionalligaspiele.

### Über Münster nach Osnabrück
Zur Saison 2017/18 wechselte Körber für ein Jahr auf Leihbasis in die 3. Liga zu Preußen Münster. Dort war er zunächst Stammtorhüter und absolvierte 20 Drittligaspiele. Anfang Februar 2018 fiel er verletzungsbedingt aus und konnte anschließend gegen Maximilian Schulze Niehues den Platz im Tor nicht zurückerobern.
Zur Saison 2018/19 wurde Körber innerhalb der 3. Liga für zwei Jahre an den VfL Osnabrück weiterverliehen. Er folgte damit auf seinen ehemaligen Teamkollegen Marius Gersbeck, der zuvor für zwei Jahre als Hertha-Leihspieler das Tor der Osnabrücker gehütet hatte. Dort ging er unter dem Cheftrainer Daniel Thioune nach der Vorbereitung als neue Nummer 1 in die Saison. In der Hinrunde kassierte er mit 14 Gegentreffern die wenigsten der Liga. Bereits am 34. Spieltag konnte Körber mit dem späteren Drittligameister den Aufstieg in die 2. Bundesliga klarmachen.
Zur Saison 2019/20 wurde die Leihe um ein Jahr erweitert. Körber verlängerte dafür seinen Vertrag bei Hertha BSC bis zum 30. Juni 2021. Nach 4 absolvierten Partien fiel der Stammkeeper mit einer Beckenverletzung aus und wurde durch Philipp Kühn vertreten. Dieser verdrängte Körber von seinem Stammplatz im Tor. Nach seiner Rückkehr stand er vom 19. bis zum 21. Spieltag wieder zwischen den Pfosten, um den rotgesperrten Kühn zu vertreten. Nach dem gesicherten Klassenerhalt durfte Körber das letzte Saisonspiel absolvieren, das auch sein Abschiedsspiel in Osnabrück darstellte.

### Rückkehr zu Hertha
Zur Saison 2020/21 kehrte der Keeper zu Hertha zurück. Dort war er neben dem Neuzugang Alexander Schwolow und dem langjährigen Stammtorhüter Rune Jarstein der dritte Torwart und wird auch in der zweiten Mannschaft eingesetzt. Während Körber für die Profis einige Male im Spieltagskader stand, aber nicht zum Einsatz kam, wurde er 6-mal in der Regionalliga Nordost eingesetzt, ehe die Spielzeit dort ab November 2020 aufgrund der COVID-19-Pandemie nicht fortgesetzt wurde. Zur Saison 2021/22 wurde mit Oliver Christensen ein weiterer Torhüter verpflichtet, sodass Körber im Profikader nun die „Nummer 4“ war. Aufgrund einer Knieprellung fiel er ab Mitte Januar 2022 aus. Somit erhielt Marcel Lotka die Chance auf Einsätze, als neben ihm auch Schwolow, Jarstein und Christensen fehlten. Körber stand in dieser Saison zwar bei einigen Spielen im Spieltagskader, kam aber erneut nicht zum Einsatz. Für die zweite Mannschaft lief er 8-mal auf. Nach der Saison verließ Körber den Verein nach 11 Jahren mit seinem Vertragsende.

### Hansa Rostock
Körber wechselte zur Saison 2022/23 ablösefrei zum Zweitligisten Hansa Rostock, bei dem er einen Vertrag bis zum 30. Juni 2024 unterschrieb. Zu seinem ersten Einsatz für die Kogge in der 1. Herrenmannschaft kam er unter Hansa-Trainer Jens Härtel im DFB-Pokal der 1. Hauptrunde 2022/23 gegen den VfB Lübeck und unterlag gegen den damaligen Regionalligisten. Sein erstes Zweitliga-Spiel für Hansa bestritt Körber in der Saison 2023/24 am 15. Dezember 2023, als er bei der 0:3-Auswärtsniederlage beim SC Paderborn nach Platzverweis gegen Markus Kolke für Christian Kinsombi in der 65. Minute eingewechselt wurde. Am folgenden 18. Spieltag stand er im Auswärtsspiel in Nürnberg ein weiters Mal im Tor der Nordostdeutschen.

### Greuther Fürth
Im Januar 2024 wechselte Körber innerhalb der 2. Bundesliga zur SpVgg Greuther Fürth und unterschrieb dort einen Vertrag bis 2026.

## Nationalmannschaft
Während des Vier-Länder-Turniers in Israel (14. bis 20. Dezember 2013) hatte Körber seinen ersten Einsatz für die U18-Junioren.
In der Saison 2015/16 stand er im Aufgebot der DFB-U19-Junioren, ohne jedoch eingesetzt zu werden.
Zwischen 2017 und 2019 gehörte Körber zum Kader der U21, für die er aber verletzungsbedingt lediglich zweimal auflaufen konnte.

## Titel und Auszeichnungen
Titel
- Deutscher Drittligameister und Aufstieg in die 2. Bundesliga: 2019 (VfL Osnabrück)
- Deutscher A-Junioren-Pokalsieger: 2015 (Hertha BSC)
- Meister der B-Junioren-Bundesliga Nord/Nordost: 2013 (Hertha BSC)

Auszeichnungen
- Niedersachsens Fußballer des Jahres: 2019